# Arie van Wetten
Arie van Wetten (* 26. September 1934 in Noordwijkerhout; † 1. Oktober 2013 ebenda) war ein niederländischer Radrennfahrer.

## Sportliche Laufbahn
Arie van Wetten war im Straßenradsport und im Querfeldeinrennen (heutige Bezeichnung Cyclocross) aktiv. 1955 startete er für die niederländische Nationalmannschaft der Amateure bei den Straßenradsport-Weltmeisterschaften. Er belegte den 10. Platz
Von 1957 bis 1961 war er Berufsfahrer. Die Tour de France fuhr er 1957 in der niederländischen Nationalmannschaft, schied aber auf der 2. Etappe aus. 1958 gewann er eine Etappe in der Niederlande-Rundfahrt sowie die Eintagesrennen Omloop van Midden-Vlaanderen und Ronde van Strijen. 1958 wurde er in der Tour de Suisse 22. In der Deutschland-Rundfahrt 1960 kam er auf den 39. Gesamtrang. In seiner Heimat gewann er einige Kriterien und Querfeldeinrennen.